# Slowaaks voetbalelftal in 1942
Het Slowaaks voetbalelftal speelde vier officiële interlands in het oorlogsjaar 1942. Van 1939 tot en met 1944 was het land onder de naam Slowaakse Republiek formeel een zelfstandige natie, maar in de praktijk een satellietstaat van nazi-Duitsland.

## Balans
| Wedstrijden | Wedstrijden | Wedstrijden | Wedstrijden | Doelpunten | Doelpunten | Doelpunten | Punten |
| Gespeeld    | Winst       | Gelijk      | Verlies     | Voor       | Tegen      | Saldo      | Punten |
| ----------- | ----------- | ----------- | ----------- | ---------- | ---------- | ---------- | ------ |
| 4           | 1           | 0           | 3           | 5          | 13         | –8         | 0.500  |

## Interlands
|                                                 |                  |       |                                                  |                                                                                 |
| 7 juni Vriendschappelijk № 9 «onderlinge duels» | Slowakije        | 1 – 2 | Kroatië                                          | Tehelné pole, Bratislava Toeschouwers: 15.000 Scheidsrechter: Karl Weimar (GER) |
| 7 juni Vriendschappelijk № 9 «onderlinge duels» | Štefan Fabián 8' |       | 7' Zvonimir Cimermančić 30' Zvonimir Cimermančić | Tehelné pole, Bratislava Toeschouwers: 15.000 Scheidsrechter: Karl Weimar (GER) |

|                                                       |                      |       |          |                                                                                  |
| 23 augustus Vriendschappelijk № 10 «onderlinge duels» | Slowakije            | 1 – 0 | Roemenië | Tehelné pole, Bratislava Toeschouwers: 20.000 Scheidsrechter: Helmut Finck (GER) |
| 23 augustus Vriendschappelijk № 10 «onderlinge duels» | František Bolček 15' |       |          | Tehelné pole, Bratislava Toeschouwers: 20.000 Scheidsrechter: Helmut Finck (GER) |

|                                                       | |       |                    | |
| 6 september Vriendschappelijk № 11 «onderlinge duels» | Kroatië | 6 – 1 | Slowakije          | Stadion Concordije na Tratinskoj cesti, Zagreb Toeschouwers: 9.000 Scheidsrechter: Todor Atanasov (BUL) |
| 6 september Vriendschappelijk № 11 «onderlinge duels» | Franjo Wölfl 32' August Lešnik 65' August Lešnik 76' Milan Antolković 83' Zvonimir Cimermančić 88' August Lešnik 90' |       | 81' Ján Podhradský | Stadion Concordije na Tratinskoj cesti, Zagreb Toeschouwers: 9.000 Scheidsrechter: Todor Atanasov (BUL) |

|                                                       |                                  |       |                                                                                                   |                                                                                   |
| 22 november Vriendschappelijk № 12 «onderlinge duels» | Slowakije                        | 2 – 5 | Duitsland                                                                                         | Tehelné pole, Bratislava Toeschouwers: 5.360 Scheidsrechter: Franjol Bazant (CRO) |
| 22 november Vriendschappelijk № 12 «onderlinge duels» | Jozef Luknár 49' Štefan Biró 59' |       | 1' August Klingler 44' August Klingler 46' August Klingler 62' Edmund Adamkiewicz 83' Karl Decker | Tehelné pole, Bratislava Toeschouwers: 5.360 Scheidsrechter: Franjol Bazant (CRO) |

## Statistieken
| Theodor Reimann     | 1921-02-10 | OAP Bratislava         | 4 | 0 | 0 | 12 | 0 |
| Jozef Molnár        | 1920       | ASO Bratislava         | 0 | 1 | 0 | 1  | 0 |
| Verdediging         |            |                        |   |   |   |    |   |
| Ľudovít Rado        | 1914-07-27 | ŠK Bratislava          | 4 | 0 | 0 | 10 | 0 |
| Ervín Kováč         | 1911-06-16 | ŠK Bratislava          | 2 | 0 | 0 | 8  | 0 |
| Viliam Vanák        | 1915-08-06 | OAP Bratislava         | 2 | 0 | 0 | 8  | 0 |
| Vladimír Venglár    | 1923-02-20 | ŠK Bratislava          | 2 | 0 | 0 | 2  | 0 |
| Jozef Bielek        | 1919-01-16 | OAP Bratislava         | 1 | 0 | 0 | 4  | 0 |
| František Krištofík | 1920-03-27 | AC Považská Bystrica   | 1 | 0 | 0 | 1  | 0 |
| Ferdinand Daučík    | 1910-05-30 | ŠK Bratislava          | 0 | 1 | 0 | 1  | 0 |
| Middenveld          |            |                        |   |   |   |    |   |
| Tomáš Porubský      | 1914-09-02 | ŠK Bratislava          | 3 | 1 | 0 | 11 | 0 |
| Ján Arpáš           | 1918-11-08 | ŠK Bratislava          | 3 | 0 | 0 | 9  | 1 |
| Ivan Chodák         | 1914-02-03 | ŠK Bratislava          | 3 | 0 | 0 | 9  | 0 |
| Anton Malatinský    | 1920-01-15 | TSS Trnava             | 3 | 0 | 0 | 3  | 0 |
| Tibor Kováč         | 1919-12-04 | Svit Batizovce         | 1 | 0 | 0 | 1  | 0 |
| Aanval              |            |                        |   |   |   |    |   |
| Štefan Biró         | 1913-04-12 | ŠK Bratislava          | 4 | 0 | 1 | 9  | 1 |
| František Bolček    | 1920-01-27 | OAP Bratislava         | 3 | 0 | 1 | 11 | 4 |
| Jozef Luknár        | 1915-01-15 | ŠK Bratislava          | 2 | 1 | 1 | 8  | 4 |
| Ján Podhradský      | 1917-08-31 | ŠK Bratislava          | 2 | 0 | 1 | 2  | 1 |
| Štefan Fabián       | 1911-12-07 | FK Spišská Nová Ves    | 1 | 0 | 1 | 2  | 1 |
| Anton Beleš         | 1920-01-26 | HG Šimonovany Batovany | 1 | 0 | 0 | 1  | 0 |
| Ján Földeš          | 1915-11-28 | VAS Bratislava         | 1 | 0 | 0 | 5  | 1 |
| František Vysocký   | 1921-05-09 | OAP Bratislava         | 1 | 0 | 0 | 6  | 1 |
| Ľudovít Dubovský    | 1918-11-15 | OAP Bratislava         | 0 | 1 | 0 | 2  | 0 |

SFZ · A-internationals · Bondscoaches · Statistieken · Slowaaks vrouwenelftal · Olympisch elftal · Slowakije U21 · Slowakije U20 · Slowakije U19 · Slowakije U18 · Slowakije U17 · Slowakije U16
1939 – 1944 · 1992 – 1999 · 2000 – 2009 · 2010 – 2019 · 2020 − 2029
EK's: 2016 · 2020 · 2024
WK's: 2010
OS: 2000
1939 · 1940 · 1941 · 1942 · 1943 · 1944 · 1945–1991 · 1992 · 1993 · 1994 · 1995 · 1996 · 1997 · 1998 · 1999 · 2000 · 2001 · 2002 · 2003 · 2004 · 2005 · 2006 · 2007 · 2008 · 2009 · 2010 · 2011 · 2012 · 2013 · 2014 · 2015 · 2016 · 2017 · 2018 · 2019 · 2020 · 2021
Algerije · 
Andorra · 
Argentinië ·
Armenië · 
Australië · 
Azerbeidzjan · 
België · 
Bolivia · 
Bosnië en Herzegovina · 
Brazilië · 
Bulgarije · 
Chili · 
Colombia · 
Costa Rica · 
Cyprus · 
Denemarken · 
Duitsland · 
Egypte · 
Engeland · 
Estland · 
Faeröer · 
 Finland · 
Frankrijk · 
Georgië · 
Gibraltar · 
Griekenland · 
Guatemala · 
Hongarije · 
Ierland · 
IJsland · 
Iran · 
Israël · 
Italië · 
Japan · 
Joegoslavië · 
Jordanië · 
Kameroen · 
Kazachstan ·
Koeweit ·
Kroatië · 
Letland · 
Libanon ·
Liechtenstein · 
Litouwen ·
Luxemburg · 
Malta · 
Marokko · 
Mexico ·
Moldavië · 
Montenegro ·
Nederland · 
Nieuw-Zeeland · 
Noord-Ierland ·
Noord-Macedonië ·
Noorwegen ·
Oeganda · 
Oekraïne · 
Oezbekistan · 
Oostenrijk · 
Paraguay · 
Peru · 
Polen · 
Portugal · 
Roemenië · 
Rusland · 
San Marino · 
Saoedi-Arabië · 
Schotland · 
Servië en Montenegro ·
Slovenië · 
Spanje · 
Thailand · 
Tsjechië · 
Turkije · 
Verenigde Arabische Emiraten · 
Verenigde Staten · 
Wales · 
Wit-Rusland · 
Zuid-Korea · 
Zweden · 
Zwitserland
Engeland (2016) ·
Nieuw-Zeeland (2010) · 
Polen (2021) · 
Rusland (2016) · 
Spanje (2021) · 
Wales (2016) · 
Zweden (2021)